# Ducto coletor medular externo
Em anatomia renal, o ducto coletor medular externo é um seguimento do ducto coletor, localizado na medula renal. A origem de seu nome é baseada em sua localização no rim, portanto, o ducto coletor medular externo está localizado na porção mais externa da medula renal. É uma estrutura tubular microscópica que faz parte do sistema de ductos coletores dos túbulos renais.